# エリック・ハミリ
エリック・ハミリ（Eric Jamili 1977年5月20日 - ）は、フィリピンのプロボクサー。シライ出身。元WBO世界ミニマム級王者。

## 来歴
1995年2月11日、ハミリはプロデビューを果たし4回1-1の引き分けでデビューした。
1996年12月4日、ランディー・ヴィラモアと対戦し4回TKO勝ち。
1997年4月30日、WBOインターコンチネンタルミニマム級王座決定戦でインテャノン・ペッチバンデンと対戦し初回TKO勝ちで王座獲得に成功した。
1997年12月19日、ロンドンのニュー・ロンドン・アリーナでリカルド・ロペスの返上で空位となったWBO世界ミニマム級王座決定戦でミッキー・カウントウェルと対戦し8回1分22秒TKO勝ちで王座獲得に成功した。
1998年5月30日、ラスベガスのラスベガス・ヒルトンでケルミン・グアルディアと対戦し5回終了TKO勝ちで初防衛に失敗し王座から陥落した。
1998年9月12日、ファラゾナ・フィデルとWBOインターコンチネンタルライトフライ級王座決定戦で対戦し12回判定勝ちでWBOインターコンチネンタル王座2階級制覇に成功した。
1998年12月23日、マテオ・バーリングと対戦し2回KO勝ちで初防衛に成功した。
1999年3月27日、マイアミのジャイ・アライ・フロントでWBO世界ミニマム級王者ケルミン・グアルディアと10ヶ月ぶりに再戦し12回3-0(110-117、2者が110-116)の判定負けで王座返り咲きに失敗した。
1999年5月29日、ハウテン州のカルセール・カジノでIBF世界ミニマム級王者ゾラニ・ペテロと対戦。ボディアッパーで悶絶KOを奪われキャリア初のカウンテッドアウトとなる初回1分21秒KO負けでWBOに続く王座獲得に失敗した。
2003年1月18日、後の世界2階級制覇王者NABO北米ライトフライ級王者ウーゴ・カサレスと3回TKO負けで王座獲得に失敗した試合を最後に26歳の若さで引退した。

## 獲得タイトル
- WBOフィリピンインターコンチネンタルミニマム級王座
- WBO世界ミニマム級王座（防衛0）
- WBOインターコンチネンタルライトフライ級王座